# حريق مدرسة مرادي
حريق مدرسة مرادي في 8 نوفمبر 2021 اشتعلت النيران في فصل دراسي في مدرسة ابتدائية في بلدة مرادي جنوب النيجر. نتيجة لذلك مات 26 طفلاً وأصيب أكثر من أربعة عشر شخصًا.
بحسب حاكم مرادي شيبو أبو بكر فقد أدى الحريق الذي اندلع في ثلاثة فصول دراسية في مدرسة خاصة إلى مقتل أطفال في مرحلة ما قبل المدرسة تتراوح أعمارهم بين 5 و6 سنوات. كما أصيب 14 طالبًا في الحادث خمسة منهم في حالة حرجة. أعلن أبو بكر الحداد ثلاثة أيام في البلاد. سبب الحريق لم يتم التأكد منه بعد. ومع ذلك انتشر الحريق بسرعة بكامل مبنى المدرسة. تعتبر النيجر واحدة من أفقر دول العالم، وعادة ما تكون المباني المدرسية مصنوعة من الحشائش والقش.